# Kích động tâm lý
Kích động tâm lý là một loạt các rối loạn đặc trưng bởi các chuyển động vô ý và vô mục đích và bồn chồn, thường đi kèm với đau khổ cảm xúc, nhưng không phải luôn luôn. Các biểu hiện điển hình bao gồm tạo nhịp quanh phòng, vặn tay, cử động lưỡi không kiểm soát, cởi quần áo và mặc lại và các hành động tương tự khác. Trong trường hợp nghiêm trọng hơn, các chuyển động có thể trở nên có hại cho cá nhân, chẳng hạn như xé, rách hoặc nhai da quanh móng tay, môi hoặc các bộ phận cơ thể khác đến mức chảy máu. Kích động tâm thần thường được tìm thấy trong rối loạn trầm cảm hoặc rối loạn ám ảnh cưỡng chế, và đôi khi là giai đoạn hưng cảm trong rối loạn lưỡng cực, mặc dù nó cũng có thể là kết quả của việc sử dụng quá nhiều chất kích thích. Nó cũng có thể được gây ra bởi hạ natri máu nặng. Người trung niên và người cao tuổi có nhiều nguy cơ thể hiện nó.

## Triệu chứng
Những người bị kích động tâm lý có thể cảm thấy hoặc làm:
- không thể ngồi yên
- lo lắng
- như thể cơ thể họ căng cứng
- không thể làm giảm căng thẳng
- tuyệt vọng để tìm một vị trí thoải mái
- ngày càng lo lắng
- bực tức
- chảy nước mắt
- cực kỳ cáu kỉnh, như gây gổ với bạn bè và gia đình, hoặc bị làm phiền
- phẫn nộ
- kích động
- suy nghĩ liên tục và nói không ngừng
- bồn chồn
- nhịp độ
- vắt tay
- cắn móng tay
- bộc phát phàn nàn hoặc la hét
- kéo quần áo hoặc tóc
- nhặt da
- tốc độ xung quanh một căn phòng
- gõ ngón tay của họ
- gõ chân họ
- bắt đầu và dừng nhiệm vụ đột ngột
- nói rất nhanh
- di chuyển đồ vật xung quanh không có lý do
- cởi quần áo sau đó mặc lại

## Điều trị
Midazolam, lorazepam, hay cách khác benzodiazepine có thể được sử dụng cho cả hai dạng bệnh nhân kích động với sự bình lặng, và kiểm soát chuyển động cơ bắp nửa không tự nguyện trong các trường hợp nghi ngờ chứng ngồi không yên.
Droperidol, haloperidol hoặc thuốc chống loạn thần điển hình khác có thể làm giảm thời gian kích động do rối loạn tâm thần cấp tính, nhưng nên tránh nếu kích động bị nghi ngờ là akathisia, có thể có khả năng xấu đi. Cũng sử dụng promethazine có thể hữu ích. Gần đây, ba loại thuốc chống loạn thần không điển hình là olanzapine, aripiprazole và ziprasidone đã được cung cấp và được FDA phê chuẩn là thuốc dạng tiêm bắp giải phóng tức thời để kiểm soát kích động cấp tính. Các công thức IM của ba loại thuốc chống loạn thần không điển hình này được coi là ít nhất có hiệu quả hoặc thậm chí hiệu quả hơn so với việc sử dụng haloperidol đơn thuần hoặc haloperidol với lorazepam  bệnh viện) và các thuốc không điển hình có khả năng dung nạp được cải thiện đáng kể do hồ sơ tác dụng phụ nhẹ hơn.